# 李奭學
李奭學（1956年5月6日—），台灣學者、作家，中央研究院中國文哲研究所研究員、國立臺灣師範大學翻譯研究所副教授。東吳大學英文系畢業，輔仁大學英文系碩士，美國芝加哥大學比較文學系博士。研究領域為中外比較文學、宗教與文學的跨文學研究、現代文學、中國翻譯史，尤重明清之際西學東漸及宗教與文學跨學科研究。亦長期於報章雜誌撰寫書評，力求深入淺出，能與閱讀者有所意識與交流，而不自限學界視野。

## 著作
- 《中西文學因緣》。臺北市：聯經出版公司，1991 年
- 《書話台灣：1991-2003 文學印象》。臺北市︰九歌出版公司，2004年。
- 《經史子集：翻譯、文學與文化評論》。臺北市：聯合文學出版公司，2005年。
- 《中國晚明與歐洲中世紀：明末耶穌會西洋古典型證道故事考詮》。臺北市：中央研究院及聯經出版公司聯合出版，2005年；增訂版，北京：三聯書店，2009 年。
- 《得意忘言︰翻譯、文學與文化評論》。北京︰三聯書店，2007年。
- 《細說英語字源》。臺北市︰書林，2008年。
- 《台灣觀點︰書話中國與世界小說》。臺北市︰九歌，2008 年。
- 《三看白先勇》。臺北市︰允晨，2008年。
- 《台灣觀點︰書話東西文學地圖》。臺北市︰九歌，2009年。